# Ryukyum
Ryukyum is een geslacht van kreeftachtigen uit de klasse van de Malacostraca (hogere kreeftachtigen).

## Soort
- Ryukyum yaeyamense (Minei, 1973)